# Rubén Darío Quintero
Rubén Darío Quintero Villada (Rionegro, Antioquia; 1 de agosto de 1957) es un abogado y político colombiano. 
Es miembro del partido Cambio Radical y ha sido elegido por elección popular para integrar el Senado y la Cámara de Representantes de Colombia.

El 27 de marzo de 2008 mientras se desempeñaba como senador se ordena su captura dentro del escándalo conocido como parapolítica por sus nexos con el jefe paramilitar Freddy Rendón alias El Alemán y el Bloque Elmer Cárdenas de las AUC.

## Carrera profesional
Quintero Villada estudió Derecho en la Universidad de Antioquia y se especializó en Gobierno y Cultura Política en la misma institución. Ocupó varios cargos en la administración de su ciudad, llegando a ser personero para asuntos penales (1984-1985) y tesorero municipal (1986). En 1988, fue elegido como el primer Alcalde de Rionegro elegido por voto popular, a nombre del Partido Liberal; cuando en 1990 finaliza su mandato es designado Secretario de Desarrollo de la Comunidad de Antioquia hasta 1991, retirándose para retornar a la alcaldía entre 1992 y 1994. Entre 1995 y 1997, durante la gobernación de Álvaro Uribe Vélez ejerce como Secretario Privado del mandatario regional. En las elecciones legislativas de 1998 obtiene un escaño como Representante a la Cámara y en 2002 pasa al Senado de Colombia a nombre ahora del Partido Cambio Radical; debido a las presuntas alianzas que realizó para estas elecciones fue cuestionado años más tarde en el escándalo de la Parapolítica. Convertido en uno de los grandes barones electorales de Antioquia, renuncia al Senado a finales de 2002 para postular a la gobernación del departamento, pero en las elecciones de octubre de 2003 pierde por un escaso margen frente al candidato liberal Aníbal Gaviria. En 2006 logra recuperar su escaño en el Senado con el Partido Cambio Radical.

## Congresista de Colombia
En las elecciones legislativas de Colombia de 1998, Quintero Villada fue elegido miembro de la Cámara de Representantes de Colombia con un total de 37.611 votos. Posteriormente en las elecciones legislativas de Colombia de 2002 y 2006, Quintero Villada fue reelecto senador con un total de 72.571 y 49.937 votos respectivamente.
Su hijo, Esteban Quintero, tuvo un escaño en la Cámara por Antioquia de 2018 a 2022 y para el nuevo cuatrienio escaló al Senado.

### Iniciativas
El legado legislativo de Rubén Darío Quintero Villada se identificó por su participación en las siguientes iniciativas desde el congreso:

- Permitir la reelección inmediata de gobernadores y alcaldes (Archivado).[6]
- Desarrollar el artículo 290 de la Constitución Política de 1991, estableciendo un procedimiento expedito para el examen periódico de los límites de las entidades territoriales de la República (Archivado).[7]
- Prohibir que las entidades territoriales deleguen a cualquier título, la administración de los diferentes tributos a terceros (Archivado).[8]
- Propone que los recursos del Sistema General de Participaciones de los departamentos, distritos y municipios sean inembargables (Retirado).[9]
- Reglamentar el ejercicio profesional del tecnólogo en criminalística y ciencias forenses (Archivado).[10]
- Establecer normas sobre territorio costero en Colombia (Archivado).[11]
- Crear tarifas especiales para los estudiantes y personas de la tercera edad en que utilicen servicios públicos de transporte masivo de pasajeros en Colombia.[12]
- Asegurar la prestación eficiente y continua de los servicios públicos, los que se prestarán por cada municipio cuando las características técnicas, económicas y las conveniencias generales lo permitan.[13]
- El departamento del Amazonas tendría una legislación especial en materia ambiental, turística, cultural, administrativa, aduanera, tributaria, fiscal, de comercio y de fomento económico (Retirado).[14]

## Carrera política
Su trayectoria política se ha identificado por:

### Partidos políticos
A lo largo de su carrera ha representado los siguientes partidos:
| Partido político | Fecha Inicio        | Fecha Fin           |
| Cambio Radical   | 20 de julio de 2006 | 19 de julio de 2010 |
| Coalición        | 20 de julio de 2002 | 19 de julio de 2006 |
| Partido Liberal  | 20 de julio de 1998 | 19 de julio de 2002 |

### Cargos públicos
Entre los cargos públicos ocupados por Rubén Darío Quintero Villada, se identifican:
| Cargo público                                    | Partido político | Fecha Inicio        | Fecha Fin           |
| Director del Partido Cambio Radical en Antioquia | Cambio Radical   | 20 de junio de 2006 | 20 de julio de 2010 |
| Senador de la República                          | Coalición        | 20 de julio de 2002 | 19 de julio de 2006 |
| Representante a la Cámara                        | Partido Liberal  | 20 de julio de 1998 | 19 de julio de 2002 |